# Zhang Shenfu
Dans ce nom chinois, le nom de famille précède le nom personnel.
Zhang Shenfu (chinois : 张申府; 1893-1986) était un philosophe et homme politique chinois : il est l'un des fondateurs du Parti communiste chinois

## Biographie
Zhang Shenfu (1893-1986) était originaire du comté de Xian (献 xian4), dans la région du Hebei (河北 he2bei3). Il était professeur à l'université de Pékin et de Tsinghua, philosophe et mathématicien. Il a été l'un des principaux membres fondateurs du parti communiste chinois (PCC). Zhang Shenfu a notamment participé à l'introduction de Zhou Enlai au sein du parti.
Lors de la révolution chinoise, Zhang Shenfu à décidé de quitter le parti pour des divergences politiques. Il a également été membre des cinquième et sixième comités nationaux de la conférence consultative politique du peuple chinois. Il est mort en 1986 à l'âge de 93 ans.